# Lijst van rijksmonumenten in Oosthuizen
De plaats Oosthuizen telt 8 inschrijvingen in het rijksmonumentenregister. Hieronder een overzicht van de rijksmonumenten in Oosthuizen:
| Object | Oorspronkelijke functie?  | Bouwjaar             | Architect | Locatie               | Coördinaten?                  | Nr.?   | Afbeelding                                                      |
| --- | ------------------------- | -------------------- | --------- | --------------------- | ----------------------------- | ------ | --------------------------------------------------------------- |
| Bakstenen huis met schilddak. Gesneden Lodewijk XV-DEUR en snijraam tussen geblokte pilasters in het midden van de voorgevel. Daarboven een dakkapel met rijk gesneden vleugelstukken en bekroning                                 | Woonhuis                  | derde kwart 18e eeuw |           | Raadhuisstraat 29     | 52° 34' 24" NB, 4° 59' 44" OL | 40330  | Meer afbeeldingen                                               |
| Houten huis met aan de straat een puntgevel met fronton boven een bakstenen pui | Woonhuis                  | 18e eeuw             |           | Raadhuisstraat 55     | 52° 34' 17" NB, 4° 59' 36" OL | 40331  | Meer afbeeldingen                                               |
| Hervormde Kerk bekend als de Grote of Sint-Nicolaaskerk | Kerk en kerkonderdeel     | 1511-1518            |           | Raadhuisstraat 61     | 52° 34' 15" NB, 4° 59' 33" OL | 40332  | Meer afbeeldingen                                               |
| Bakstenen huis met schilddak. Ingang met bovenlicht tussen pilasters in het midden van de voorgevel. Daarboven een dakkapel met gesneden vleugelstukken en een gebogen bekroning                                                   | Woonhuis                  | derde kwart 18e eeuw |           | Raadhuisstraat 42     | 52° 34' 21" NB, 4° 59' 39" OL | 40333  | Meer afbeeldingen                                               |
| Houten huis, op zij voorzien van een tweemaal overgekraagde topgevel met uitgeschulpte windveren. Aan de straat twee topgevels met uitgeschulpte windveren, die steekkapellen afsluiten. Ingangsomlijsting met verdiepte pilasters | Boerderij                 | 18e eeuw             |           | Westeinde 3           | 52° 34' 14" NB, 4° 59' 31" OL | 40334  | Meer afbeeldingen                                               |
| Kaaspakhuis met aan de voorzijde overkragende verdieping en een overkragende topgevel met uitgeschulpte windveren | Opslag                    | 18e eeuw             |           | Westeinde 7           | 52° 34' 14" NB, 4° 59' 30" OL | 40335  | Meer afbeeldingen                                               |
| Op de dijk naar Warder een grenspaal in de vorm van een obelisk | Grensafbakening           | 1777                 |           | IJsselmeerdijk bij 4  | 52° 34' 50" NB, 5° 1' 33" OL  | 40336  | Op de dijk naar Warder een grenspaal in de vorm van een obelisk |
| Etersheimer Braakmolen | Industrie- en poldermolen | 1886/2002            |           | Etersheimerbraakweg 6 | 52° 34' 35" NB, 5° 1' 34" OL  | 509340 | Meer afbeeldingen                                               |